# Genas
Genas är en kommun i departementet Rhône i regionen Auvergne-Rhône-Alpes i östra Frankrike. Kommunen ligger i kantonen Décines-Charpieu som tillhör arrondissementet Lyon. År 2022 hade Genas 13 446 invånare.

## Befolkningsutveckling
Antalet invånare i kommunen Genas
| Referens: INSEE |